# Красулина, Екатерина Сергеевна
Екатерина Сергеевна Красулина (10 сентября 1999) — российская тяжелоатлетка. Чемпионка России 2025 года в категории до 59 кг, серебряный призёр чемпионата России 2021 года в категории до 71 кг. Мастер спорта России.

## Биография
Родилась 10 сентября 1999 года. Начинала заниматься тяжелой атлетикой в Гурьевске. Затем поступила в Новокузнецкое училище олимпийского резерва. Тренируется у Дмитрия Марченко.
20 июня 2016 года спортсменке присвоено звание «Мастер спорта России».
В 2021 году на чемпионате России в Ханты-Мансийске в категории до 71 кг стала серебряным призёром по сумме двоеборья, показав результат 200 кг. В рывке была второй, а в толчке третьей.
В августе 2025 года на чемпионате России в Санкт-Петербурге, Екатерина завоевала золотую медаль в категории до 59 кг с результатом 196 кг по сумме двоеборья. В упражнении толчок также стала победительницей, а в рывке была второй.

## Основные результаты
| Год  | Соревнования     | Место проведения | Весовая категория | Рывок, кг | Толчок, кг | Сумма, кг | Место |
| ---- | ---------------- | ---------------- | ----------------- | --------- | ---------- | --------- | ----- |
| 2021 | Чемпионат России | Ханты-Мансийск   | до 71 кг          | 90        | 110        | 200       | 2     |
| 2025 | Чемпионат России | Санкт-Петербург  | до 59 кг          | 88        | 108        | 196       | 1     |